# Robogate

Il sistema Robogate in attività sulla linea di produzione della Fiat Uno; quattro operai parlano tra loro mentre i robotcarriers trasportano le scocche verso le stazioni di saldatura automatizzata.

Robogate è un sistema di produzione industriale automatizzata e flessibile per l'assemblaggio delle carrozzerie di autovetture, creato e immesso in funzione dalla FIAT a partire dal 1978. 
Progettato dalla Comau, azienda del gruppo FIAT specializzata nella produzione di robot industriali e sistemi di automazione per le fabbricazioni meccaniche, il Robogate venne installato per la prima volta nello Stabilimento FIAT Rivalta, nella periferia di Torino, per la produzione della Fiat Ritmo. Il sistema Robogate fu il primo sistema operativo al mondo per l'automazione delle linee di assemblaggio industriali di autoveicoli e la FIAT Ritmo di conseguenza fu la prima auto al mondo la cui carrozzeria era assemblata per mezzo di sistemi automatizzati di robot. 
Nel corso degli anni il sistema Robotgate è stato installato progressivamente in tutti gli stabilimenti produttivi della FIAT a partire dalla produzione dei modelli Fiat Uno e Fiat Tipo, ed è stato impiegato anche dagli altri grandi produttori mondiali di autoveicoli. 
Il sistema Robotgate consentì di automatizzare alcune lavorazioni particolarmente faticose per gli operai, come la lastroferratura e l'assemblaggio delle parti principali della carrozzeria e dei motori, e consentì alla FIAT di ottimizzare la produzione di diversi modelli sulle stesse linee, riducendo il numero di addetti nei suoi stabilimenti.

## Storia
I processi di ristrutturazione aziendale e di riorganizzazione del lavoro in fabbrica erano stati attivati dalla FIAT fin dall'inizio degli anni settanta, in corrispondenza di un periodo di crisi strutturale dell'industria automobilistica, di sviluppo di nuove tecnologie e di crescente conflittualità all'interno degli stabilimenti industriali e in tutta la società italiana. Le lotte operaie della fine anni sessanta e inizio anni settanta avevano rivendicato con grande forza la necessità di riorganizzare il lavoro in fabbrica, sottolineando le disagiate condizioni degli addetti e la pesante fatica delle mansioni alla catena di montaggio.

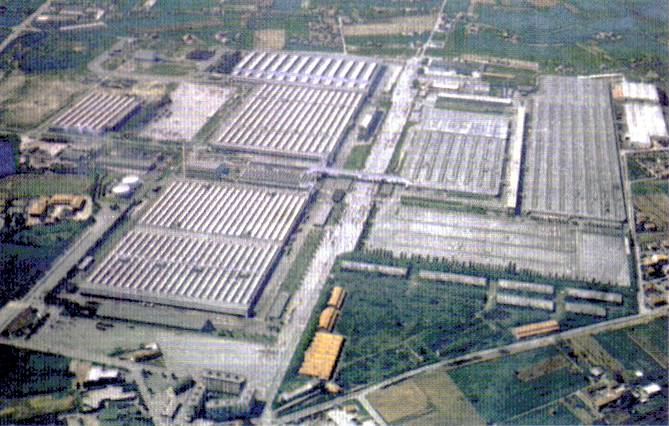
Lo stabilimento FIAT Rivalta dove, nel 1978, venne attivato per la prima volta il Robogate.

I primi programmi di modernizzazione e automazione messi in funzione dalla FIAT furono nel 1972 diciotto robot saldatori Unimate installati nello stabilimento Mirafiori sulle linee della Fiat 132; mentre dal 1975 sempre nell'impianto di Mirafiori, venne attivato, sulle linee della Fiat 131, il sistema Digitron che costituì un rilevante passo in avanti dei processi di automazione e sviluppo tecnologico in fabbrica. Il Digitron permetteva di automatizzare, mediante robot trasportatori (robotcarriers), la complessa fase di accoppiamento delle scocche con i motori con un montaggio principalmente automatico e fase finale manuale, riducendo i carichi di lavoro degli operai addetti a questa faticosa mansione. Nello stesso periodo vennero anche attivati dalla FIAT nello stabilimento di Termini Imerese sistemi automatizzati per le fasi della verniciatura a polvere della mano di fondo della scocca.
insieme a questi programmi innovativi, nella metà degli anni settanta, la nuova società Comau, costituita su iniziativa di Sergio Rossi e Giorgio Garuzzo raggruppando sette diverse aziende di macchine utensili di proprietà del gruppo FIAT, completò un nuovo e ancor più ambizioso progetto di automazione della produzione industriale di autoveicoli che sarebbe divenuto noto come il Robogate. Gli ideatori del progetto e gli artefici del successo del programma furono i tecnici della Comau, coadiuvati da quelli del settore Produzione di FIAT Auto, guidati dall'ingegner Bracco, sotto la direzione generale di Nicola Tufarelli responsabile in quegli anni dell'intero settore auto del gruppo FIAT. Il sistema Robogate si dimostrò straordinariamente riuscito e avrebbe permesso l'automazione di tutte le fasi di lastroferratura con saldatura delle scocche, apportando novità rivoluzionarie nelle fabbriche FIAT a partire dal suo primo impiego sulla linea della Fiat Ritmo nello stabilimento di Rivalta nel 1978; dopo questo primo successo, il robogate sarebbe stato installato nei primi anni ottanta nello stabilimento di Mirafiori per la produzione della Fiat Uno e nel 1987 nello stabilimento di Cassino per la Fiat Tipo. Con l'adozione del sistema Robogate, considerato da Giorgio Garuzzo "un capolavoro dell'ingegneria italiana" e "un successo ingegneristico di valore internazionale", la FIAT poté avere a disposizione nelle sue fabbriche il sistema più avanzato a livello mondiale nei processi automatizzati di saldatura delle carrozzerie di autoveicoli; entro pochi anni il sistema sarebbe stato adottato anche dagli altri produttori globali.